# Venerupis
Genre
Venerupis est un genre de mollusques bivalves de la famille des Veneridae. Ce sont les clovisses et les palourdes.

## Liste des espèces
Selon World Register of Marine Species (13 août 2023) :
- Venerupis anomala (Lamarck, 1818)
- Venerupis aspera (Quoy & Gaimard, 1835)
- Venerupis corrugata (Gmelin, 1791)
- Venerupis cumingii (G. B. Sowerby II, 1852)
- Venerupis galactites (Lamarck, 1818)
- Venerupis geographica (Gmelin, 1791)
- Venerupis glandina (Lamarck, 1818)
- Venerupis largillierti (Philippi, 1847)
- Venerupis rugosa G. B. Sowerby II, 1854

## Systématique
Le nom valide complet (avec auteur) de ce taxon est Venerupis Lamarck, 1818.
Venerupis a pour synonymes :
- Metis H.Adams & A.Adams, 1856
- Myrsus H.Adams & A.Adams, 1858
- Paphirus Finlay, 1926
- Pullastra G.B.Sowerby I, 1826
- Venerirupes Swainson, 1835
- Venerirupis Bowdich, 1822
- Venerupes Swainson, 1840
- Venerupsis Pezant, 1908
- Veniorupis Norman, 1860